# شهرستان لیوینگستون (میشیگان)
شهرستان لیوینگستون، میشیگان (به انگلیسی: Livingston County, Michigan) یک سکونتگاه مسکونی در ایالات متحده آمریکا است که در میشیگان واقع شده‌است.